# 2024년 태국 상원 선거
태국 상원 선거는 2024년 6월 9일부터 26일까지 치러졌으며, 2017년 헌법 하에서 처음으로 실시되는 선거이다. 헌법에 따라 과도 상원은 2024년 5월 10일에 임기가 만료되었다. 이후 상원은 200명으로 구성되며 총리를 선출할 권한이 없다.
이는 2018년 상원의원 취득에 관한 조직법에 의해 구상된 고도로 복잡한 선거 제도를 활용한 첫 번째 선거였다. 상원의원은 후보군 외부의 참여 없이 무소속 후보들 중에서 선출될 예정이다. 이 선거는 투표 시스템의 복잡성, 비밀성, 혼란으로 인해 이미 비판을 받았다.

## 배경
태국 상원은 1947년 처음 설립된 이후 여러 차례 개혁을 거쳤다. 상원은 다양한 경우에 임명되거나, 직접 선출되거나, 간접 선출되거나, 또는 이들의 조합으로 구성되었다. 2014년 태국 쿠데타 이후 공포된 현재의 2017년 헌법은 2014년 쿠데타부터 2019년까지 태국을 통치한 군정인 국가평화유지위원회가 임명한 5년 임기의 과도 상원을 규정했으며, 이후 "영구" 상원이 뒤따른다.
과도 상원은 군정이 직접 선별한 250명의 위원으로 구성되었다. 이들은 인민대표원 의원들과 함께 총리 투표권을 가졌다. 2019년에는 쁘라윳 짠오차에게, 2023년에는 세타 타위신에게 압도적으로 투표했다. 이 규정은 2023년 총리 선거 당시 상원의원들이 피타 림짜른랏의 후보 지지를 거부하여 인민대표원의 대다수가 그의 입후보를 지지했음에도 불구하고 거부하면서 대중의 집중적인 감시를 받았다.
과도 상원이 2024년 5월 10일 만료된 후, 다음 상원은 기술관료적 기관을 생산하기 위한 고도로 복잡한 선거 시스템을 통해 간접 선출된다. 2024년 선거는 이 시스템을 사용하는 첫 번째 선거가 될 것이다. 영구 상원은 총리 투표권을 가지지 않는다.

### 2023년 선거
쁘라윳 짠오차 정부는 2023년 인민대표원 선거에서 압도적인 패배를 겪었다. 전진당이 가장 많은 의석을 얻었고, 프아타이당이 그 뒤를 이었다. 두 정당 간의 연립 정부 구성 시도는 전진당 지도자 피타 림짜른랏이 보수적인 상원의 반대로 인해 총리로 선출되지 못하면서 실패했다.
대신, 정부는 프아타이당의 세타 타위신에 의해 구성되었다. 세타 내각은 보수적인 품짜이타이당과 차트 타이 파타나당은 물론, 쁘라윳과 연계된 국민국가권력당 및 연합태국국민당의 지지를 받는다.

## 선거 제도
태국 상원 영구 의원은 "사회 다양한 분야에서 지식, 전문성, 경험, 직업, 특성 또는 공통의 이익을 가지거나 일했거나 일하고 있는 사람" 중에서 200명의 상원의원으로 구성된다. 이는 초당적 기구이며, 모든 후보는 무소속으로 출마한다. 상원의원은 5년 임기이며 재선될 수 없다. 선거 규칙은 2018년 조직법인 상원의원 취득에 관한 법률에 명시되어 있다.
후보는 태국에서 태어난 국민이어야 하며, 만 40세 이상이고 해당 분야에서 최소 10년의 경력이 있어야 한다. 20개 그룹은 다음과 같다:
1. 공공 행정 및 국가 안보 그룹
2. 법률 및 사법 그룹
3. 교육 그룹
4. 공중 보건 그룹
5. 쌀 또는 작물 농부 그룹
6. 과수원 농부, 산림, 목장, 어업 종사자 그룹
7. 공무원 제외 고용인 그룹
8. 환경, 도시 계획, 부동산 및 공공 서비스, 자연 자원, 에너지 분야 종사자 그룹
9. 중소기업 사업가 및 기타 그룹
10. (9) 이외의 사업가 그룹
11. 관광 분야 종사자 그룹
12. 산업가 및 유사 그룹
13. 과학, 기술, 통신, 혁신 또는 유사 분야 종사자 그룹
14. 여성 그룹
15. 노인, 장애인, 소수 민족 및 기타 신분 그룹
16. 예술, 문화, 음악, 공연 및 엔터테인먼트 그룹
17. NGO 그룹
18. 스포츠, 대중 매체 및 문학 분야 종사자 그룹
19. 프리랜서 그룹
20. 기타 그룹

이들은 출마하려는 지역구와 어느 정도 연관성이 있어야 한다. 또한 2,500 바트의 신청 수수료를 지불해야 한다. 후보자는 정당 소속일 수 없다. 또한 공무원, 현직 및 전직 국회의원, 전직 장관, 전직 지방 행정관, 전직 정당 임원 (최소 5년 이상 직책을 떠나지 않은 경우), 상원의원 후보의 부모, 배우자, 자녀는 출마가 금지된다. 과도 상원 의원은 출마할 수 없다.
상원의원은 신청자 풀에서 선출되며, 비후보자의 참여는 없다. 각 후보자는 20개의 자격 있는 그룹 중 하나를 대표하기 위해 신청하며, 각 그룹에서 10명의 상원의원이 선출된다. 투표는 6라운드로 진행되며, 지역구, 주, 전국 단위에서 각각 두 라운드씩 진행된다. 특히, 후보자 자신을 제외하고는 대중은 투표 과정을 참관할 수 없다.

### 타임라인
지역구 단위에서는 후보자들이 자신의 그룹 내에서 투표한다. 각 지역구에서 각 그룹에서 가장 많은 표를 얻은 상위 5명의 후보자가 2라운드로 진출한다. 2라운드에서는 각 후보자에게 3~5개의 무작위 그룹(자신의 그룹 제외)이 할당되며, 해당 그룹의 후보자에게 투표한다. 각 지역구의 각 그룹에서 상위 3명의 후보자가 진출하여 각 지역구에 총 60명의 후보자가 남게 된다.
주 단위 절차는 6월 16일에 진행될 예정이다. 각 주에 속한 지역구의 수가 다양하기 때문에(3개에서 50개 사이), 각 주의 후보자 수는 크게 달라질 것이다. 후보자들은 먼저 자신의 그룹에서 후보자 수를 5명으로 줄인다. 그 다음 다른 그룹의 후보자들에게 다시 투표한다. 주 단위에서 지역구 단위와 동일한 그룹에 투표하도록 할당될 수도 있고 아닐 수도 있다. 이제 각 주의 각 그룹에 2명의 후보자가 남게 되어 전국적으로 총 3,080명의 후보자가 남게 된다.
그 다음 과정은 전국 단위로 이동하여, 남아있는 3,080명의 후보자가 그룹 내 및 그룹 간 투표를 반복하여 20개 그룹 각각에서 10명의 상원의원을 선출한다.
각 유권자가 투표할 수 있는 후보자의 수는 라운드에 따라 달라진다. 이 시스템은 제한 투표에 적합하다. 지역구 및 주 단위에서는 각 유권자가 자신의 그룹 내에서 2표, 그룹 간 선거에서 1표를 갖는다. 전국 단위에서는 유권자가 그룹 내 선거에서 10표, 그룹 간 선거에서 5표를 가질 수 있다. 가장 많은 득표를 한 후보자가 진출하고, 다른 모든 후보자는 탈락한다. 당선에 필요한 최소 득표수는 없다. 후보자는 그룹 내 선거에서 자신에게 투표할 수 있다. 유권자는 한 명의 후보자에게 두 표 이상을 던질 수 없다. 유권자는 자신의 모든 투표권을 사용할 필요는 없다.
| 라운드 | 날짜     | 단계              | 진출 후보자 | 진출 후보자 | 진출 후보자 | 선거 규칙                 |
| 라운드 | 날짜     | 단계              | 그룹 내     | 모든 그룹   | 태국 전역   | 선거 규칙                 |
| ------ | -------- | ----------------- | ----------- | ----------- | ----------- | ------------------------- |
| 1      | 6월 9일  | 928개 지역구 각각 | 5           | 100         | 92,800      | 제한 투표 (2표)           |
| 2      | 6월 9일  | 928개 지역구 각각 | 3           | 60          | 55,680      | 단기 비이양식 투표 (SNTV) |
| 3      | 6월 16일 | 77개 주 각각      | 5           | 100         | 7,700       | 제한 투표 (2표)           |
| 4      | 6월 16일 | 77개 주 각각      | 2           | 40          | 3,080       | 단기 비이양식 투표 (SNTV) |
| 5      | 6월 26일 | 태국 전역         | 40          | 800         | 800         | 제한 투표 (10표)          |
| 6      | 6월 26일 | 태국 전역         | 10          | 200         | 200         | 제한 투표 (5표)           |

## 비판
선거 시스템은 논란이 되고 있다. 비평가들은 이를 "세계에서 가장 복잡한 선거"라고 언급했다.
다른 비판은 시스템이 조작에 취약하다는 점에 초점을 맞추고 있다. 자격이 있는 사람은 누구나 출마할 수 있기 때문에 특정 후보의 당선을 확실히 하기 위해 지역구 선거가 '채워질' 수 있다. 2018년 과도 상원 선거에서도 비슷한 시스템이 사용되었지만, 대부분의 상원의원은 결국 군정에 의해 선택되었다. 이 과정에 참여한 후보들은 표 매수를 주장하며, 원하는 후보들이 자신의 전문적인 연줄을 이용하여 당선되었다고 말했다.

## 결과
선거관리위원회는 왕실 관보에 선출된 상원의원 명단을 공개하고 7월 10일 취임시켰다.
|                                           |                    |             |             |         |         |           |           |      |
| 정당                                      | 정당               | 지역구 단위 | 지역구 단위 | 주 단위 | 주 단위 | 국가 단위 | 국가 단위 | 의석 |
| 정당                                      | 정당               | 득표수      | %           | 득표수  | %       | 득표수    | %         | 의석 |
|                                           | 무소속             |             |             |         |         |           |           | 200  |
| 총계                                      | 총계               |             |             |         |         |           |           | 200  |
|                                           |                    |             |             |         |         |           |           |      |
| 총 득표수                                 | 총 득표수          | 43,818      | –           | 23,064  | –       | 2,986     | –         |      |
| 등록된 투표/투표율                        | 등록된 투표/투표율 | 46,206      |             | 23,645  |         | 2,994     |           |      |
| 출처: ECT 보관됨 2024-06-08 - 웨이백 머신 |                    |             |             |         |         |           |           |      |

### 주별 상원의원 수
| 주 (77개 주 중 64개 주) | 의석 구성 | 총 의석 |
| --- | --------- | ------- |
| 부리람 | 14        | 14      |
| 방콕 | 9         | 9       |
| 아유타야, 수린 | 7         | 14      |
| 송클라, 사뚠, 앙통 | 6         | 18      |
| 암낫차로엔, 시사켓, 우타이타니, 르이, 나콘시탐마랏 | 5         | 25      |
| 수랏타니, 펫차부리, 사무트사콘, 끄라비, 사무트송크람 | 4         | 20      |
| 싱부리, 피찟, 나콘파놈, 얄라, 수판부리, 팡응아, 쁘라찐부리, 뜨랏, 논타부리, 랏차부리, 차이야품, 칸차나부리, 차층사오, 나콘나욕 | 3         | 42      |
| 차이나트, 나콘사완, 빠따니, 수코타이, 라용, 콘깬, 람푼, 쁘라쭈압키리칸, 붕깐, 라농, 촌부리, 푸껫, 치앙라이, 농부아람푸, 사무트쁘라깐, 묵다한, 빠툼타니, 짠타부리, 치앙마이, 파탈룽, 난, 우본랏차타니, 야소톤, 나콘랏차시마, 나콘빠톰 | 2         | 50      |
| 프래, 사라부리, 뜨랑, 춤폰, 핏사눌로크, 람빵, 농카이, 파야오 | 1         | 8       |
| 빈칸 | 빈칸      | 200     |

### 투표 진영

2024년 태국 상원 투표 진영:
블루 상원의원 (153)
신진 상원의원 (19)
무소속/미상 (28)

2024년 7월 23일, 새로 선출된 상원의원들이 모여 상원 의장을 선출했다. 결과는 품짜이타이당과 연계된 것으로 알려진 소위 "블루 상원의원"이 153표, 자유롭고 진보적인 대의를 추진하겠다고 공언한 소위 "신진 상원의원"이 19표(사전 공약은 30명이었으나), 앞서 언급된 두 진영에 속하지 않는 무소속이 13표를 얻었다. 여기에는 무효표와 공백표가 포함되었다.

## 돈세탁 및 부정선거 스캔들
2025년에 태국 선거관리위원회 (EC)와 특별수사국 (DSI)은 2024년 선거 중 부정선거 및 돈세탁 혐의에 대한 상원의원 조사를 시작했다.

## 내용주
1. ↑  원래 지역구 단위 후보는 48,117명이었다.
2. ↑  원래 전국 단위 후보는 3,000명이었다.